# Sanvincentia
Sanvincentia is een geslacht van hooiwagens uit de familie Manaosbiidae.
De wetenschappelijke naam Sanvincentia is voor het eerst geldig gepubliceerd door Roewer in 1943. 

## Soorten
Sanvincentia is monotypisch en omvat slechts de volgende soort:
- Sanvincentia tarsalis